# Bromocresol
Bromocresol, genericamente, refere-se a um grupo de compostos orgânicos formados pela bromação dos cresóis. Possuem fórmula genérica C7HmBrnO, onde m é igual a 8+n, sendo que n varia num número de 1 a 4, existem “mono”, di, tri e tetrabromocresóis.
A reação de bromação dos cresóis pode ser realizada em presença de ácidos fortes, como o ácido sulfúrico.
Sua estrutura ocorre em determinados indicadores de pH, como a tetrabromometacresolsulfonoftaleína, mais conhecida como verde de bromocresol, no 5',5"-dibromo-o-cresolsulfoftaleína, conhecido como púrpura de bromocresol, ou no meta-cresolsulfoneftaleína conhecido como púrpura de metacresol.
O método Zincke de nitração, descrito pela primeira vez em 1900, envolve a substituição de átomos de bromo em posições orto ou para a um grupo hidroxila por grupos nitro. Entre os bromocresóis, o 2,3,5,6-tetrabromo-4-metilfenol permite a reação à temperatura ambiente, em 30 minutos, produzindo o 3,5,6-tribromo-4-metil-2-nitrofenol a 78% de rendimento. O método permite os mesmos derivados nitro do 2-bromo-4-metilfenol e 2,6-dibromo-4-metilfenol, mostrando que o sistema reagente pode introduzir um grupo nitro no lugar tanto de hidrogênio como de bromo.